# Bússola quântica
A terminologia bússola quântica geralmente se refere a um instrumento que mede a posição relativa usando a técnica de interferometria de átomos. Inclui um conjunto de acelerômetros e giroscópios baseados em tecnologia quântica para formar uma Unidade de Navegação Inercial.  Uma bússola quântica ajuda aos pássaros a distinguir o norte do sul durante suas migrações anuais.

## Descrição
Instrumentos que contêm os giroscópios e acelerômetros, seguem as primeiras demonstrações de acelerômetros e girômetros baseados em onda de matéria. A primeira demonstração de medição de aceleração a bordo foi feita em um Airbus A300 em 2011. Uma bússola quântica contém nuvens de átomos congelados usando lasers. Ao medir o movimento dessas partículas congeladas em períodos precisos de tempo, o movimento do dispositivo pode ser calculado. O dispositivo forneceria então uma posição precisa à prova de violação em circunstâncias em que os satélites não estão disponíveis para navegação por satélite, por exemplo. um submarino totalmente submerso.

Várias agências de defesa em todo o mundo, como DARPA ou o Ministério da Defesa do Reino Unido impulsionaram o desenvolvimento de protótipos para usos futuros em submarinos e aeronaves.